# Joventuts Revolucionàries Catalanes
Les Joventuts Revolucionàries Catalanes (JRC) foren una organització política juvenil independentista i socialista. Es fundaren el 1972 com a joventuts del Partit Socialista d'Alliberament Nacional i posteriorment es vincularen al PSAN-Provisional i als Independentistes dels Països Catalans. Finalment es dissolgueren en el Moviment de Defensa de la Terra.

## Història
Es fundaren el juny de 1972 a Santa Eulàlia de Ronçana com a front juvenil del Partit Socialista d'Alliberament Nacional (PSAN). El seu òrgan d'expressió fou Joves en lluita, que es publicà entre l'abril de 1973 i finals del 1976.
El 1972 es mobilitzaren en defensa del Front d'Alliberament de Catalunya. També defensaren la majoria d'edat a 16 anys, que el servei militar es fes al país, que se suprimís el servei social per dones, l'oficialitat del català i la lluita dels batxillers en contra de la selectivitat. El 1972 traduïren i adaptaren El petit llibre roig dels estudiants i el 1973 L'Escola, els mètodes d'ensenyament, la selectivitat, mitjans d'acció, les relacions amb els companys, les relacions sexuals, les drogues, el sistema educatiu. Aquests llibrets posteriorment n'inspirarien d'altres escrits per Carles Castellanos i editats pel Moviment de Defensa de la Terra (MDT) com el Petit llibre roig del jove independentista (1985) i el Petit diccionari de l'independentisme.
El 1974 el PSAN-Provisional (PSAN-P) s'escindí del PSAN i les JRC els donaren suport. Criticaven el seguidisme del PSAN respecte el Partit Socialista Unificat de Catalunya i Bandera Roja, i la proposta dels partits majoritaris al Consell de Forces Polítiques de Catalunya de reformar el règim franquista. Les JRC, en canvi, proposaven reconvertir l'Assemblea de Catalunya en un govern català provisional.
El juliol de 1976 participaren en la Taula de Forces Polítiques Juvenils de Catalunya, que impulsà el Congrés de la Joventut Catalana el 1977, un congrés descentralitzat arreu dels Països Catalans. Criticaren el reformisme dels Consell Nacional de la Joventut de Catalunya i del País Valencià i proposaren crear una coordinadora de totes les organitzacions juvenils en lluita com a pas previ a un moviment revolucionari de joves. A escala internacional es relacionaren amb l'organització juvenil basca Euskadiko Gaztedi Abertzaleen Mugimendua.
El 1979, el PSAN-P es fusionà amb l'Organització Socialista d'Alliberament Nacional per crear Independentistes dels Països Catalans (IPC), on les JRC també participaren. Posteriorment, tant IPC com les JRC es dissolgueren a l'MDT.